# Френичен нерв
Френичният нерв е важен периферен нерв в човешкото тяло, който играе ключова роля в контролирането на дишането. Той произлиза от шийния плексус, основно от нервните коренчета на C3, C4 и C5 (цервикални нерви). Често се казва, че „C3, C4 и C5 поддържат диафрагмата жива“ („keeps the diaphragm alive“), защото именно френичният нерв инервира диафрагмата – основният мускул, отговорен за дишането.

### Основни функции:
1. Моторна функция: Контролира движението на диафрагмата, която се свива, за да позволи вдишването, и се отпуска, за да позволи издишването.
2. Сетивна функция: Предава сетивна информация от плеврата (обвивката на белите дробове), перикарда (обвивката на сърцето) и част от перитонеума (коремната обвивка).

### Клинично значение:
- Дразнене на френичния нерв може да доведе до хълцане.
- Увреждане на нерва (например при травма, операция или тумор) може да доведе до парализа на диафрагмата от засегнатата страна, което може да причини проблеми с дишането.